# Seeschlacht von Dan-no-ura
Die Seeschlacht von Dan-no-ura (japanisch 壇ノ浦の戦い, Dan-no-ura no tatakai) fand am 25. April 1185 in der Shimonoseki-Straße nahe der heutigen Kammon-Brücke statt. Sie war die Entscheidungsschlacht des Genpei-Krieges, die Streitkräfte der Minamoto besiegten die Taira und sicherten ihre Herrschaft über Japan für die nächsten 200 Jahre.
Zahlenmäßig war die von Minamoto no Yoshitsune geführte Flotte den nach der Schlacht von Yashima nach Dan-no-Ura geflüchteten Taira deutlich überlegen, allerdings verfügten diese über genaue Ortskenntnisse und aufgrund ihres Lebens an der Inlandsee über längere Erfahrung im Seekrieg. Die Flotten beschossen einander, den Taira gelang es die Minamoto einzukreisen. Aber ein Gezeitenwechsel versetzte die Minamoto in die Lage, zum Entern überzugehen und ihre zahlenmäßige Überlegenheit auszuspielen.
Noch zwei andere wesentliche Geschehnisse entschieden die Schlacht. Zum einen wurde das Schiff, auf dem sich Antoku, der sechsjährige von Taira no Kiyomori eingesetzte Kaiser, befand, bedroht. Dessen Großmutter stürzte sich mit dem Jungen ins Meer, beide ertranken. Dem Mythos nach versank mit Antoku auch eine der drei japanischen Throninsignien, das Schwert Kusanagi, im Meer. Zum anderen wählten viele Krieger der Taira den Tod durch Seppuku oder Ertrinken, als das Schlachtenglück sich wandte. Sie hatten seit 1181 im Wesentlichen ein einziges langes Rückzugsgefecht geführt und standen mit dem Rücken zur Wand. Die Niederlage in Dan-no-ura war das Finale, die endgültige Niederlage, eine Schande, der sie sich durch den Suizid zu entziehen suchten.
Ein Streit zwischen Yoshitsune und dem General Kajiwara Kagetoki um das Kommando bei Dan-no-ura soll neben Yoritomos Geltungssucht eine der Ursachen für das Zerwürfnis zwischen den Minamoto-Brüdern gewesen sein. 